# Australosymmerus magellani
Australosymmerus magellani är en tvåvingeart som beskrevs av Munroe 1974. Australosymmerus magellani ingår i släktet Australosymmerus och familjen hårvingsmyggor. Inga underarter finns listade i Catalogue of Life.